# Hashimoto Kansetsu

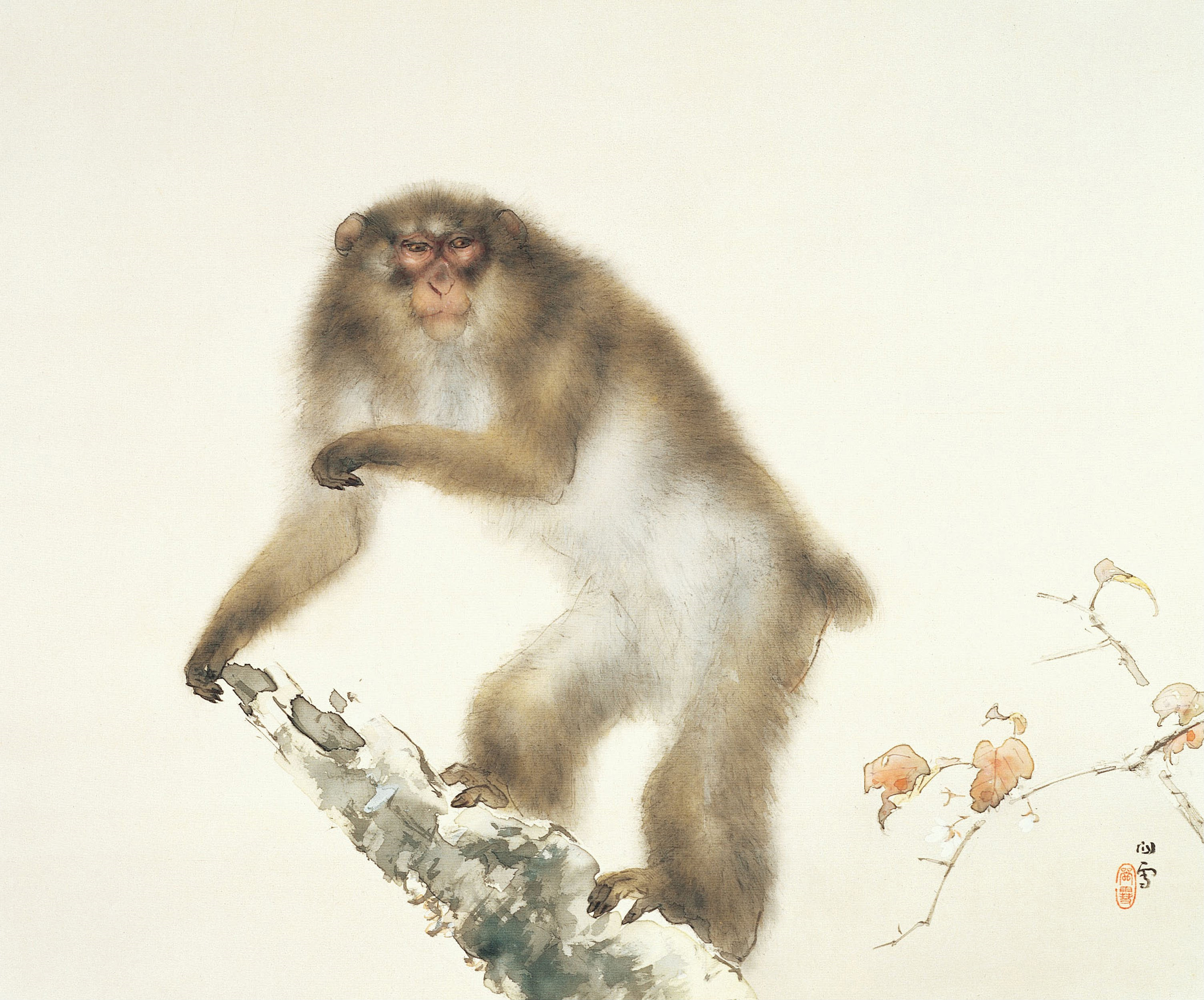
Mono en otoño

Hashimoto Kansetsu (en japonés: 橋本関雪, Kobe, 10 de noviembre de 1883-26 de febrero de 1945) fue un pintor japonés de las eras Showa y Taishō.
Su padre era el pintor Hashimoto Kaikan, gran admirador de la cultura china.
Estudió en la escuela privada « Chikujokai » fundada por el famoso pintor nihonga Takeuchi Seihō (1864-1842) , pero la abandonó en razón de divergencias de punto de vista. Visitó Europa en 1921, y desde entonces pasó una parte de cada año en China.
Su vieja residencia de Kioto es hoy un museo (白沙村荘),